# Никольский, Александр Александрович (механик)
Александр Александрович Никольский (13 февраля 1919, Нижний Баскунчак, Астраханский округ — 12 июня 1976, Жуковский, Московская область) — советский учёный в области прикладной математики и механики, доктор физико-математических наук (1949), профессор (1965).

## Биография
Родился в семье учителей, отец, Александр Александрович Никольский, за свой труд был удостоен звания заслуженного учителя РСФСР.
Окончил с отличием механико-математический факультет МГУ (1941).
Работал в ЦАГИ (1941—1960, 1967—1976), Институте механики АН СССР (с 1949 года, заместитель директора — с 1955 года, директор Института — с 1960 по 1965 годы), Вычислительном центре АН СССР (1965—1967).
В 1946 году окончил аспирантуру ЦАГИ, кандидат наук (1946), в 1949 году ему была присуждена степень доктора физико-математических наук. Преподавал в МФТИ в 1964—1976 годах, профессор с 1965 года.

## Научные интересы
Никольскому принадлежат фундаментальные результаты в аэродинамике и динамике разреженного газа.
Нашёл ряд точных решений уравнений газовой динамики как для осесимметричных, так и для пространственных течений, соответствующих вполне реальным случаям обтекания тел. Предложенные Никольским точные решения задачи обтекания кормовых частей тел вращения использовались как тестовые при отработке численных методов решения общей задачи обтекания тел такого рода сверхзвуковым потоком газа.
Дал точные решения уравнений Больцмана (сложных интегро-дифференциальных уравнений). Выполнил большой цикл исследований течений газа в местной сверхзвуковой зоне, «сохранения неравномерности» при сверхзвуковых течениях в каналах, об обязательном наличии скачков уплотнения при обтекании заострённых кормовых частей тел вращения и др. Полученные результаты позволили сформулировать рекомендации по предотвращению поисков неосуществимых решений, в том числе и технических.
Разработал теорию расчёта основных элементов транс- и сверхзвуковых аэродинамических труб, указав важные свойства перфорированных границ с 50%-ной проницаемостью — способность гасить сильные возмущения и устранять неравномерность сверхзвукового потока. После экспериментального обнаружения Г. П. Свищёвым и Г. Л. Гродзовским выравнивания возмущений при течениях в каналах с перфорированными стенками, Никольский сформулировал соответствующие процессу граничные условия. Предложенная им математическая модель адекватно описывает процесс и объясняет экспериментальные данные, «условия Никольского» вошли в практику расчётов околозвуковых (трансзвуковых) аэродинамических труб, для которых перфорация стенок рабочей части позволила получить потоки большой степени равномерности.
В задаче о сверхзвуковом эжекторе показал непригодность гидравлических (одномерных) моделей и предложил «комбинированную» модель (двумерную для сверхзвуковой и одномерную для дозвуковой струи), позволяющую объяснить происходящие явления и рассчитать характеристики эжекторов с большими перепадами давлений.
Привлечённый С. А. Христиановичем к проблеме газовых выбросов при угольных разработках, обратившим внимание на то, что этот процесс является газодинамическим с «цепным» характером, А. А. Никольский предложил математическую качественную модель процесса выброса.
Построил математическую модель образования свободных вихрей (отрывов) при обтекании боковых кромок крыльев. Предпринимавшиеся до Никольского попытки установить некоторые условия на боковых кромках (аналог условия Чаплыгина-Жуковского для задней кромки), которые позволили бы с достаточным приближением рассчитывать крылья малых удлинений, были неудовлетворительны. Никольский предложил модель образования и отрыва с боковых кромок крыла вихрей особого «спирального» вида. Хотя даже численное решение конкретных задач в такой постановке было, для современных ему ЭВМ, непосильной задачей, модель дала законы подобия для трёхмерного обтекания крыльев малого удлинения. Полученные результаты позволяли распространять экспериментально полученные данные на объекты других форм.
Выполнял расчёты подъёмной силы стреловидных и треугольных крыльев.
Вошёл в первый состав Российского национального комитета по теоретической и прикладной механике.
В 1970 году по инициативе ряда учёных ЦАГИ во главе с Никольским был основан журнал «Учёные записки ЦАГИ». Никольский же стал первым главным редактором этого журнала.

### Смерть
Александр Александрович Никольский умер в 1976 году, он похоронен на Быковском кладбище (5 уч.).

## Награды и звания
- Сталинская премия 2 степени (1951), совместно с А. А. Дородницыным и Ю. Д. Шмыглевским за работы по аэродинамике
- Орден Трудового Красного Знамени
- Премия имени Н. Е. Жуковского (1949, с золотой медалью)

## Память
В честь А. А. Никольского названа Теорема Никольского-Таганова.

## Оценки коллег
… трудно назвать раздел аэродинамики, где бы А. А. Никольский не сказал своего нового слова— А. А. Дородницын